# Бородавко, Юрий Викторович
Юрий Викторович Бородавко (род. 26 ноября 1960, Златоуст, Челябинская область) — советский лыжник, российский тренер по лыжным гонкам. Мастер спорта СССР международного класса (1983), заслуженный тренер России (2012). Работал главным тренером мужской сборной России. С 2016 года является тренером одной из трех групп основной сборной России (тренирует и женщин и мужчин).

## Биография
Начал заниматься лыжным спортом в пятом классе в секции г. Златоуста, первые тренеры — Надежда Степановна Андреевских (Гимранова), Николай Мерзляков, во взрослом возрасте тренировался под руководством Анатолия Борисова. Представлял город Челябинск, команды «Буревестник», Вооружённые Силы и «Профсоюзы».
Бронзовый призёр чемпионата СССР 1982 года в эстафете в составе сборной РСФСР, серебряный призёр в 1983 году на дистанции 50 км, чемпион СССР 1984 года в эстафете в составе команды Вооружённых Сил. В сезоне  1982/1983 годов стал бронзовым призёром на этапе Кубка мира в Саппоро (дистанция 30 км). Чемпион зимней Универсиады 1983 года в эстафете.
Окончил Челябинский государственный институт физической культуры в 1983 году. В 1990 году начал работать тренером в Москве, в ДСО «Профсоюзы». В начале 1990-х годов — тренер команды Воронежской области. С 1994 года работает в тренерском штабе национальной сборной, возглавлял экспериментальные молодёжные команды. Неоднократно занимал должность старшего тренера мужской сборной России (1996—1998, вторая половина 2000-х).
Среди его воспитанников олимпийские чемпионы — Евгений Дементьев, Александр Легков, призёры чемпионатов мира и Олимпийских Игр — Иван Алыпов, Николай Панкратов, Илья Черноусов.  
В 2010 году был дисквалифицирован на два года после серии допинговых скандалов.
В преддверии сезона 2016/2017 годов Бородавко возглавил юниорскую группу в составе основной российской сборной. Его ученик Алексей Червоткин, многократный чемпион мира среди юниоров, на взрослом чемпионате мира 2017 года в Лахти стал серебряным призёром в эстафете. 
В сезоне 2017/2018 молодые спортсмены национальной сборной из команды Юрия Бородавко совершили прорыв на международной арене: Александр Большунов и Наталья Непряева впервые занимают призовые места на этапах Кубка мира, а на Олимпийских играх в Корее Большунов, Червоткин, Непряева и ещё один гонщик из команды Бородавко Денис Спицов становятся призёрами соревнований.
В сезоне 2018/2019 годов первые номера российской сборной (и команды Ю. Бородавко) Наталья Непряева и Александр Большунов добились серьёзного прогресса на международном уровне, став одними из сильнейших лыжников мира. Оба спортсмена по итогам сезона заняли вторые места в общем зачёте Кубка мира. Наталья Непряева впервые в истории российских женских лыж поднялась на вторую ступень пьедестала почёта в рамках Тур де Ски. Большунов стал обладателем Малого Хрустального глобуса в зачёте дистанционных гонок. На чемпионате мира в Зефельде Наталья Непряева выиграла две бронзовые медали, а Александр Большунов — четыре серебряные.
Сезон 2019/2020 годов стал историческим как для тренера Ю.В. Бородавко, так и для всей лыжной сборной России. Лидер сборной Александр Большунов впервые в новейшей истории страны стал триумфатором в общем зачёте Кубка мира. Кроме того, Большунов впервые в карьере выиграл многодневную гонку Тур де Ски и второй год подряд взял Малый Хрустальный глобус в дистанционных дисциплинах. Наталья Непряева вновь стала вице-чемпионкой генеральной классификации Тур де Ски и заняла третье место в общем зачёте Кубка мира.
В сезоне 2020/2021 годов сильнейший воспитанник тренера Александр Большунов вновь выиграл Кубок мира и престижную многодневку Тур де Ски, а также в третий раз подряд стал обладателем Малого Хрустального глобуса в дистанционных дисциплинах. На чемпионате мира в Оберстдорфе Большунов впервые в карьере стал чемпионом мира в скиатлоне. Ещё один ученик Бородавко Денис Спицов замкнул тройку призёров многодневной гонки Тур де Ски и впервые стал победителем этапа Кубка мира, выиграв финальный масс-старт в гору Альпе де Чермис. По итогам сезона сборная России впервые за 25 лет выиграла Кубок Наций, а мужская сборная России стала победителем командного зачёта спустя восемь лет.

## Личная жизнь
Женат, есть сын.

## Награды
- Орден Дружбы (29 июня 2018)  — «за успешную подготовку спортсменов, добившихся высоких спортивных достижений на XXIII Олимпийских зимних играх 2018 года в городе Пхёнчхане (Республика Корея)»[12].
- Орден Почёта (6 февраля 2023) — «за обеспечение успешной подготовки спортсменов, добившихся высоких спортивных достижений на XXIV Олимпийских зимних играх 2022 года в городе Пекине (Китайская Народная Республика)»[13].